# Energie SDED
Service public Des Énergies dans la Drôme (SDED TE26) est un syndicat mixte français regroupant toutes les 363 communes du département de la Drôme.
Il exerce les compétences suivantes : distribution  de l'électricité et du gaz, éclairage public, développement des énergies renouvelables... Il a le statut d'EPCI.
Energie SDED est présidé par Jean Besson, sénateur de la Drôme jusqu'en 2020, puis par Nathalie Nieson.
Il adhère à la FNCCR, Fédération nationale des collectivités concédantes et régies.
Le siège d'Energie SDED est situé à Alixan à côté de la gare TGV de Valence. Cette tour est recouverte en partie de brise-soleil en panneaux photovoltaïques.

## Historique
- 7 avril 1964 : création du Syndicat départemental d'électricité de la Drôme par le sénateur Maurice Pic
- 16 juin 2003 : le sénateur Jean Besson, président, le transforme en Syndicat départemental d'énergies de la Drôme dénommé Energie SDED.

Energie SDED est depuis compétent pour : l'organisation et le contrôle de la distribution de l'électricité et du gaz, les travaux d'électrification rurale (maître d'ouvrage unique)enfouissement des lignes électriques et télécom, éclairage public, illuminations, production d'énergies renouvelables, achat d'énergie, MDE, communications électroniques-Internet haut débit, cartographie numérisée (SIG).
En septembre 2020, Nathalie Nieson devient la 1re femme présidente du SDED, succédant à Jean Besson.